# Iwaniwzi (Dnister)
Iwaniwzi (ukrainisch Іванівці; russisch Ивановцы Iwanowzy, rumänisch Ianăuţi) ist ein Dorf in der ukrainischen Oblast Tscherniwzi in der historischen Landschaft des nördlichen Bessarabien mit etwa 3200 Einwohnern (2004).

## Geografie
Iwaniwzi liegt im Rajon Dnister an der Regionalstraße P 63 nahe der moldawisch-ukrainischen Grenze.
Das Rajonzentrum Kelmenzi liegt 22 km südwestlich und das Oblastzentrum Czernowitz 100 km westlich vom Dorf. Das Dorf besitzt eine Bahnstation an der Bahnstrecke Tscherniwzi–Ocnița.
Am 12. Juni 2020 wurde das Dorf ein Teil neu gegründeten Siedlungsgemeinde Kelmenzi im Rajon Kelmenzi, bis dahin bildete es die Landratsgemeinde Iwaniwzi (Івановецька сільська рада/Iwanowezka silska rada) im Osten des Rajons.
Seit dem 17. Juli 2020 ist der Ort ein Teil des Rajons Dnister.

## Geschichte
Das 1659 als Enăuţi erstmals urkundlich erwähnte Dorf lag in der Region Bessarabien im Fürstentum Moldau und wurde immer wieder von eindringenden Tataren und Türken verwüstet. Diese häufigen Zerstörungen hemmten weitgehend das Wachstum der Siedlung. 1771 gab es lediglich sieben Landgüter und 1817 gab es nur 180 Einwohner im Dorf. Nach dem 7. Russisch-Türkischen Krieg fiel das Dorf 1812 an das Russische Reich. Im Januar 1918 kamen in Iwaniwzi die Sowjets an die Macht, jedoch wurde das Dorf bereits Ende Februar 1918 von österreichisch-deutschen Truppen besetzt, die im November desselben Jahres durch rumänische Truppen ersetzt wurden. Am 28. Juni 1940 wurde das Dorf von sowjetischen und Anfang Juli 1941 von deutschen und rumänischen Truppen besetzt. Am 27. März 1944 wurde die Ortschaft von der 133. Infanteriedivision der 40. Armee der 2. Ukrainischen Front der Roten Armee erobert und fiel an die Ukrainische SSR innerhalb der Sowjetunion. Zunächst trug er den ukrainischen Namen Janiwzi (Янівці), am 7. September 1946 wurde er auf seinen heutigen Namen umbenannt. Seit 1991 ist das Dorf Teil der unabhängigen Ukraine.

## Söhne und Töchter der Ortschaft
- Wladimir Maximowitsch Tutschkewitsch (1905–1997); ukrainisch-russischer Physiker und Hochschullehrer